# 荆健
荆健（1918年—2017年7月25日），中華人民共和國安徽濉溪人，中国人民解放军开国大校。

## 生平
1935年2月，荆健加入中国共青团。1938年10月来到延安学习，同年加入中国共产党。1949年10月，第二次国共内战末期的衡宝战役开始，中国人民解放军第一三五师在22小时内前进80余公里，突破衡宝公路，插入中华民国国军纵深的黄土铺，堵住国军4个师的退路。中国人民解放军第四〇五团团长韦统泰、政委荆健率部在运动中同国军遭遇，全团迅速冲锋，将白崇禧的“钢七军”军部和直属队拦腰截断，分割围歼。此役，中国人民解放军第一三五师不但粉碎了国军4个师分割围歼的企图，而且打掉了国军“钢七军”军部及一个师，共毙敌1200名，俘敌4311名。战后，第四〇五团获上级授“猛虎扑羊群”锦旗一面，由此第一三五师被誉为猛虎之师（该师后来成为济南军区猛虎师）。
荆健历任团政委，师政治部主任，师政委，军政治部副主任、主任，沈阳军区联勤部副政委、政委，沈阳军区装甲兵政委，沈阳军区政治部副主任等职。
中华人民共和国成立后，荆健被授予大校军衔，先后获得三级独立自由勋章、三级解放勋章、中国人民解放军独立功勋荣誉章等。
2017年7月25日，荆健逝世，享年99岁。